# Martin-Luther-Universität Halle-Wittenberg

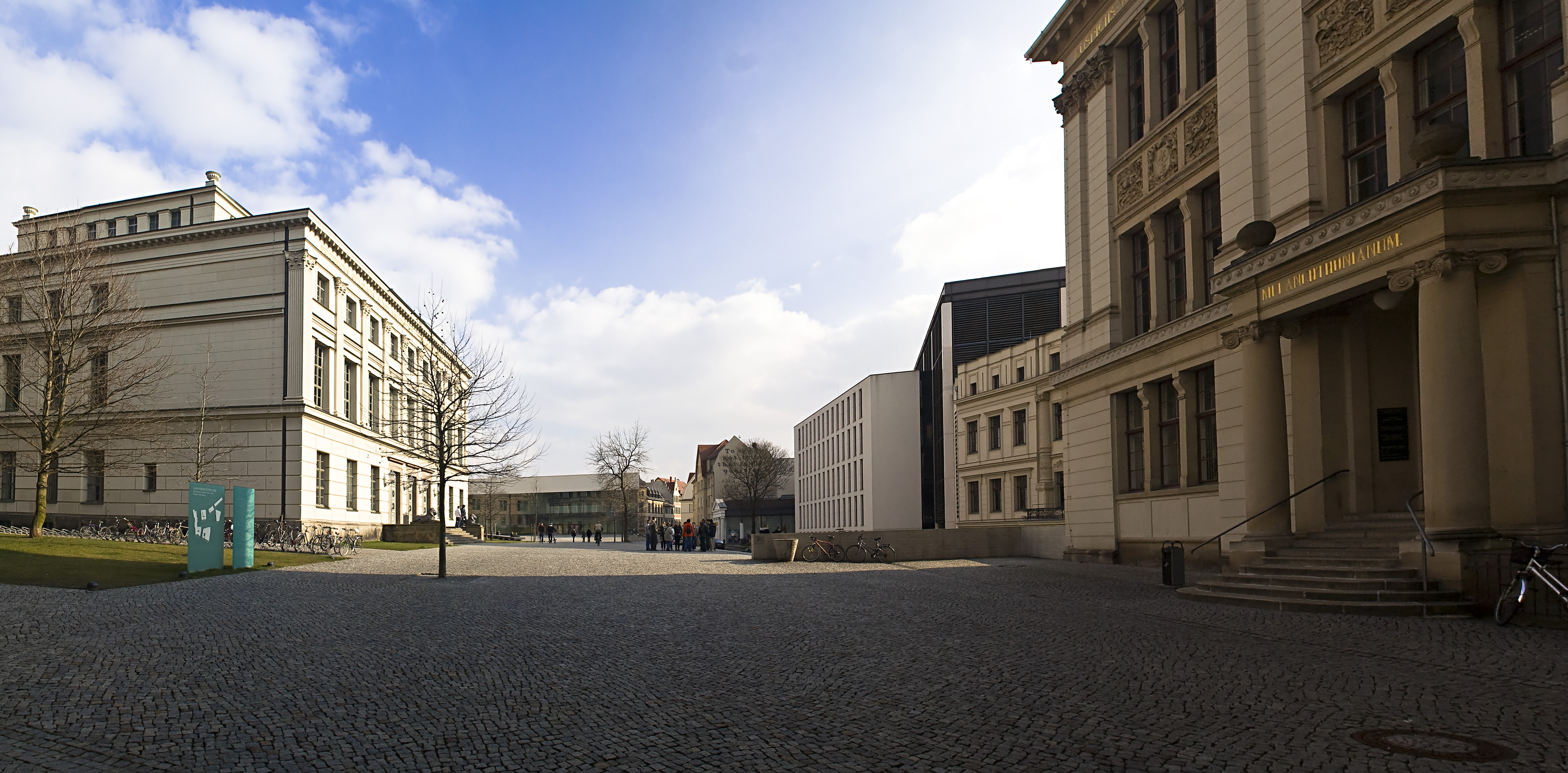
Universitetsplatsen i Halle.

Martin-Luther-Universität är ett universitet i Tyskland som bildades 1817 av två äldre universitet, det äldsta Leucorea i Wittenberg från 1502 och det yngre Friedrichs-Universität i Halle från 1694. Det nuvarande namnet är från den 10 november 1933.